# Ропстен (станція метро)
59°21′26″ пн. ш. 18°06′06″ сх. д. / 59.357222° пн. ш. 18.101667° сх. д.
«Ропстен» (швед. Ropsten) — кінцева станція Червоної лінії Стокгольмського метрополітену, обслуговується потягами маршруту Т13.
Станція була відкрита 2 вересня 1967 року як північно-східна кінцева точка розширення від Естермальмстор'є

Відстань до Слюссена становить 5,1 км.
Пасажирообіг станції в будень —	20,200 осіб (2019)

Розташування: у районі Ропстен.
Конструкція: відкрита естакадна станція з однією острівною прямою платформою.
Пересадки: Lidingöbanan, автобуси.

## Операції
| Попередня станція | Лінія | Лінія     | Лінія | Наступна станція   |
| ----------------- | ----- | --------- | ----- | ------------------ |
| Кінцева           |       | Лінія T13 |       | Йердет до Норсборг |